# Regina Beach
Regina Beach es un pueblo canadiense situado en la provincia de Saskatchewan.

## Superficie
Regina Beach tiene una superficie de 3,88 km².

## Demografía
En 2021, tenía 1292 habitantes, una densidad poblacional de 332,7 hab./km², y 957 viviendas.